# SOR Libchavy

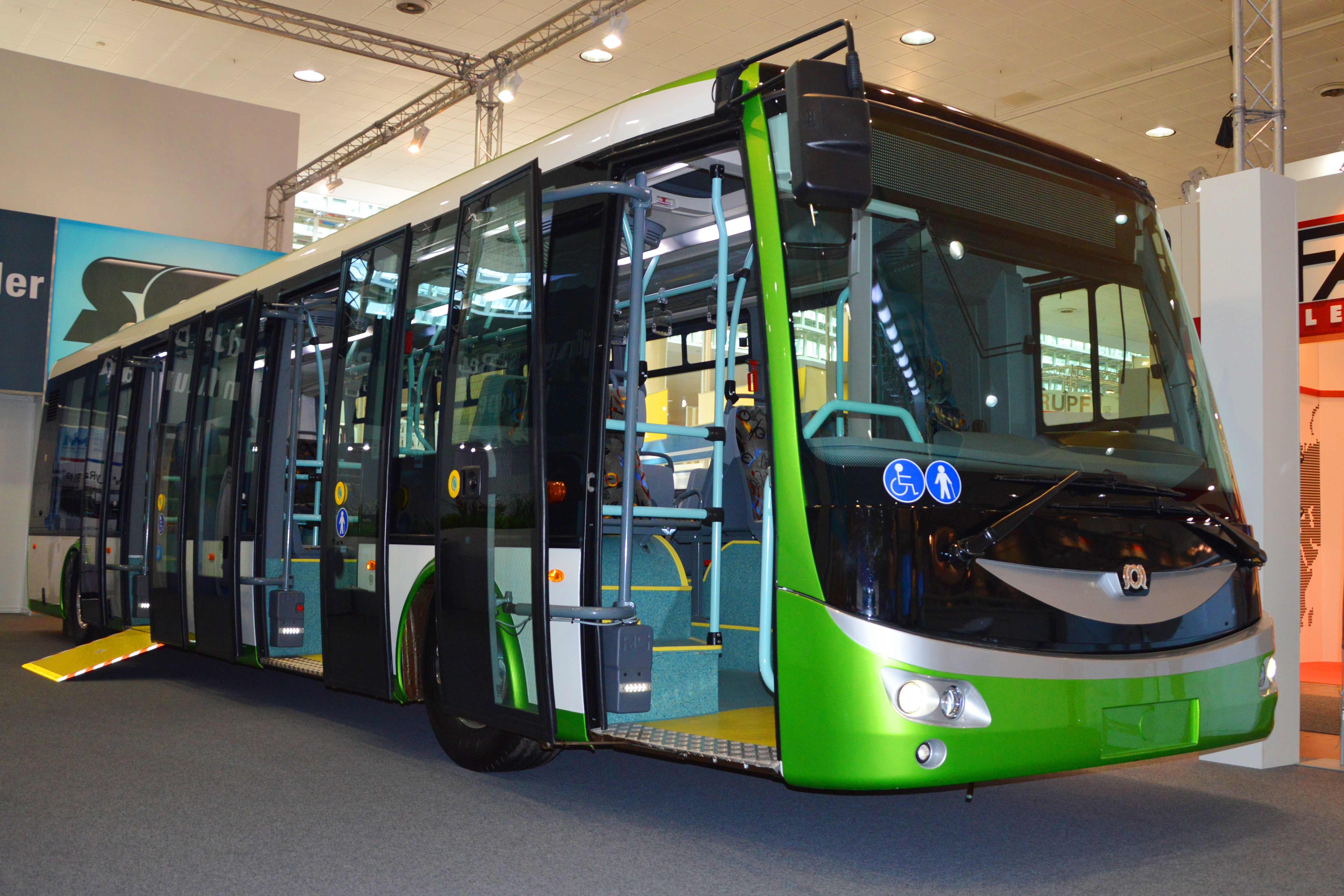
SOR EBN 11 Batteriebus auf der IAA 2014 in Hannover

SOR Libchavy spol. s r. o. ist ein tschechischer Hersteller von Stadt- und Reisebussen. Das Unternehmen fertigt zunehmend auch Fahrzeuge mit alternativer Antriebstechnik.

## Geschichte
Bis 1990 befand sich in der Gemeinde Libchavy im Bezirk Okres Ústí nad Orlicí unter dem Akronym SOR (Sdružení opravárenství a rozvoje; deutsch: Verband zur Reparatur und Entwicklung) eine staatliche Fabrik zur Herstellung und Reparatur von Landwirtschaftsmaschinen. Als Folge der Samtenen Revolution wurde die Wirtschaft Tschechiens stufenweise privatisiert. Auch SOR wurde 1991 in Privateigentum überführt und unter der Leitung des ehemaligen Direktors der Karosa-Buswerke, Jaroslav Trnka als eine haftungsbeschränkte Gesellschaft neu gestaltet. Dabei wurde der Name SOR beibehalten.
Nach der Privatisierung wurden zunächst Baumaschinen für den Export gefertigt. Aus dem Erlös baute SOR schrittweise eine Produktionslinie für Busse auf, die seither ständig erweitert wird. Der erste Prototyp eines Busses konnte 1993 gefertigt werden. Die anschließende Serienlieferung konzentrierte sich auf Stadt- und Reisebusse mit herkömmlichen Dieselantrieb. 2007 erfolgte die Fertigung des ersten Erdgasbusses, ein Jahr später die Konstruktion eines Low-Entry-Oberleitungsbusses. 2009 verzeichnete das Unternehmen die Eigenentwicklung eines Hybridbusses. Als weitere Eigenkonstruktion wurde 2010 ein erster Batteriebus vorgestellt.
Das Unternehmen ist eine rein tschechische Gesellschaft ohne ausländisches Kapital und seit 2009 ein Teil der tschechischen EP Holding.
Heute ist SOR nach Iveco Bus Tschechien der zweitgrößte Bushersteller in Tschechien und erwirtschaftet einen jährlichen Umsatz von über 2 Milliarden Kronen.
Im Jahr 2019 wird sich die Busproduktion voraussichtlich auf 550 Stück belaufen. Davon werden rund 150 Busse E-Busse, Trolleybusse und erdgasangetriebene Fahrzeuge sein.

## Produkte und Zulieferer

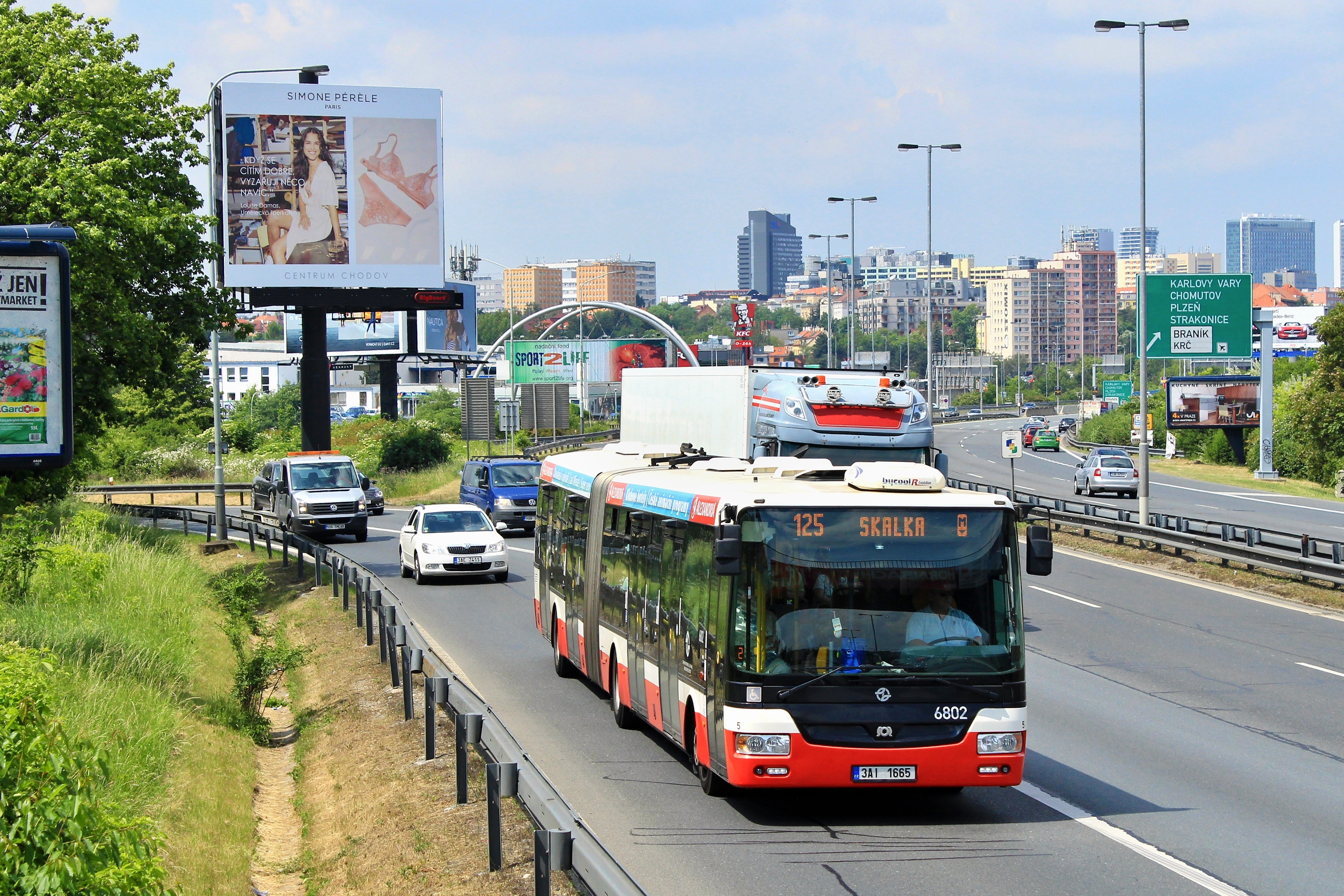
SOR NB 18 in Prag, Tschechien

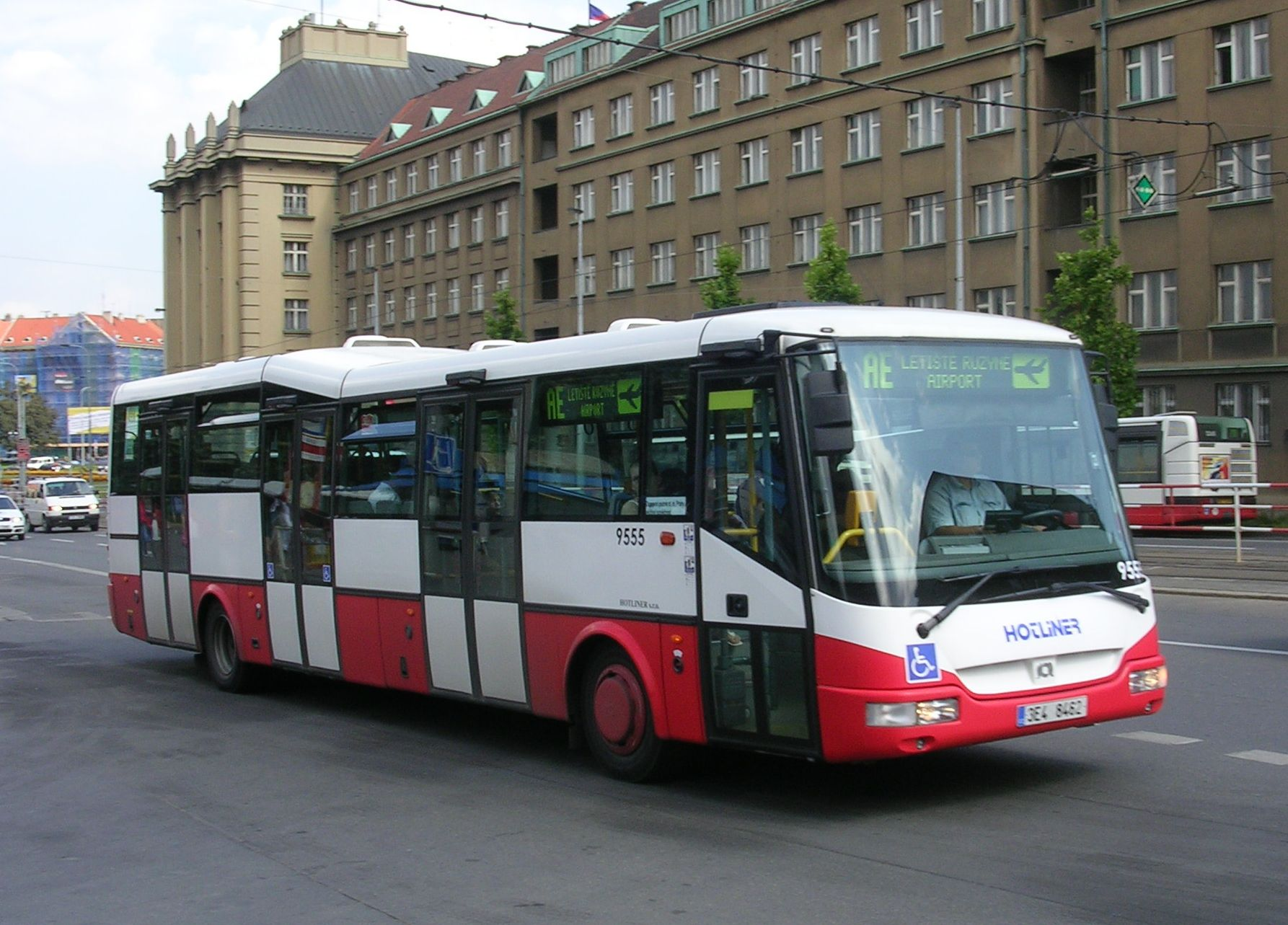
Viertüriger Linienbus SOR BN 12 in Prag

SOR bietet Reise- und Stadtbusse in Längen von 9 bis 18 m in mehreren Ausstattungsvarianten sowohl als Niederflurbus als auch als Low-Entry-Bus an. Als Gelenkbus weist er mit fünf Türen den höchstmöglichen Fahrgastfluss auf. 
Nach Darstellung des Herstellers ermöglicht die vor allem durch die Verwendung von Leichtmetallen und Kunststoffen erreichte Leichtbauweise ein für Busse ungewöhnlich geringes Leergewicht. Als Motoren stehen F.P.T.-Dieselmotoren (Euro VI) mit 185, 194, 220 und 243 kW sowie ein 120-kW-Elektromotor und ein 209-kW-Erdgasmotor zur Auswahl. Für die Getriebe und Retarder greift SOR auf Produkte der deutschen Hersteller ZF und Voith zurück. Die Bremssysteme stammen überwiegend von Knorr-Bremse; das EBS sowie die ECS vom Zuliefererunternehmen WABCO. Die Batterien für den Batteriebus SOR EBN 11 werden vom chinesischen Hersteller Winston Battery geliefert.